# Mesochorus tibialis
Mesochorus tibialis là một loài tò vò trong họ Ichneumonidae.